# Pauselijke Commissie voor het Cultureel Erfgoed van de Kerk

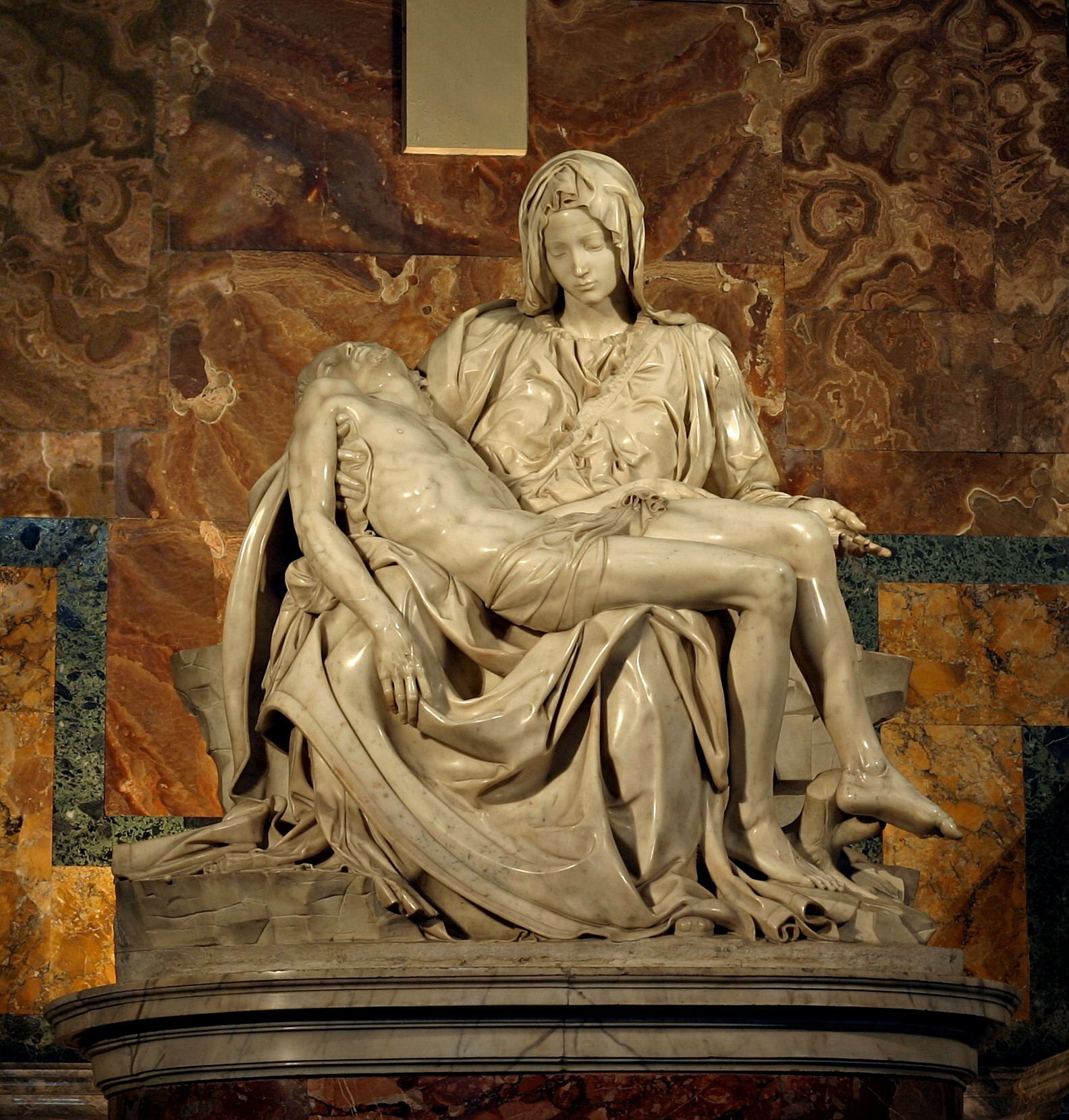
De Pietà van Michelangelo, een van de vele kunstwerken die vielen onder de zorg van de Commissie

De Pauselijke Commissie voor het Cultureel Erfgoed van de Kerk was een instelling van de Romeinse Curie. De oprichting van deze commissie vloeide voort uit het motu proprio Inde a Pontificatus Nostri Initio van paus Johannes Paulus II uit 1993. Eerder was in 1988 al een commissie met vergelijkbare opdracht ingesteld.
De Commissie was belast met bewaren van het historisch en artistiek erfgoed van de gehele kerk. Hieronder vielen: kunstwerken, historische documenten, boeken en alles wat wordt bewaard in kerkelijke musea, bibliotheken en archieven. De Commissie werkte nauw samen met de Pauselijke Raad voor de Cultuur en met de lokale bisdommen. De Commissie gaf adviezen en richtlijnen uit met betrekking tot het beheer van cultureel erfgoed. Tot deze richtlijnen behoorden de brieven met betrekking tot de Kerkelijke bibliotheken en de Missie van de Kerk (uit 1994) en met betrekking tot Kerkelijk Cultuurgoed (eveneens uit 1994).
In 2012 werd de Commissie opgeheven. De taken en bevoegdheden werden toegevoegd aan die van de Pauselijke Raad voor de Cultuur.  
| Voorzitter van de commissie | Voorzitter van de commissie |
| --------------------------- | --------------------------- |
| 1988 - 1991                 | Antonio Innocenti           |
| 1991 - 1993                 | Jose Tomas Sanchez          |
| 1993 - 2003                 | Francesco Marchisano        |
| 2003 - 2007                 | Mauro Piacenza              |
| 2007 - 2012                 | Gianfranco Ravasi           |